# سراديب الموتى (فلم 1988)
سراديب الموتى (بالإنجليزية:Catacombs) ويعرف أيضا باسم اللعنة الرابعة: التضحية النهائية (بالإنجليزية:Curse IV: The Ultimate Sacrifice) هو فيلم رعب إيطالي صدر عام 1988 من إخراج ديفيد شمولير وبطولة تيم فان باتن وإيان أبيركرومبي ولورا شايفر.